# Волков Сергій Миколайович
Сергій Миколайович Волков (19 квітня 1949 , Москва  — 31 серпня 1990 , Харків ) — радянський фігурист, що виступав в одиночному катанні, чемпіон світу, призер чемпіонатів світу та Європи.

## Життєпис
Фігурним катанням почав займатися у три роки, на стадіоні «Спартак», куди привела його бабуся. Першим тренером був Петро Петрович Тихонов. З 1959 року почав тренуватися у Віктора Миколайовича Кудрявцева.
У 1966 році став чемпіоном СРСР серед юніорів, а з 1969 по 1977 рік постійно був призером чемпіонату СРСР серед дорослих. 
Найбільші досягнення він здобув у 1974 році, вигравши срібні медалі чемпіонату Європи та світу, а у 1975 році став першим чемпіоном світу з СРСР у чоловічому катанні. У 1976 році не зумів виграти медаль Олімпійських ігор, ставши п'ятим.
Наступні два роки тренувався у Жука Станіслава Олексійовича, але спортивного прогресу не досягнув.
У 1978 році завершим спортивну кар'єру. До 1982 року працював у Всесоюзному спорткомітеті старшим тренером юнацької збірної СРСР. Серед відомих підопічних — чемпіон світу Олександр Фадєєв та Олександр Абт.
У лютому 1990 року поїхав працювати в Австрію, але у червні повернувся у Москву. У серпні цього року помер від раку шлунка в Харкові. Похований на Кунцевському кладовищі у Москві.

## Особисте життя
Сестра — Олена Білоус, суддя міжнародної категорії з фігурного катання. Перша жінка — Людмила Олехова, майстер спорту з фігурного катання. Виступала у парному катанні, також працювала тренером. Мають спільного сина Олександра (нар. 1977 року). Друга жінка — Оксана, викладачка Московського інститута сталі та сплавів. З нею має дочок-близнючок, Катерину та Анастасію.

## Спортивні результати
| Міжнародні                       | Міжнародні | Міжнародні | Міжнародні | Міжнародні | Міжнародні | Міжнародні | Міжнародні | Міжнародні | Міжнародні | Міжнародні | Міжнародні |
| Змагання                         | 67–68      | 68–69      | 69–70      | 70–71      | 71–72      | 72–73      | 73–74      | 74–75      | 75–76      | 76–77      | 77–78      |
| -------------------------------- | ---------- | ---------- | ---------- | ---------- | ---------- | ---------- | ---------- | ---------- | ---------- | ---------- | ---------- |
| Олімпійські ігри                 | 18         |            |            |            |            |            |            |            | 5          |            |            |
| Чемпіонат світу                  |            |            | 7          |            | 10         |            | 2          | 1          |            |            |            |
| Чемпіонат Європи                 | 12         | 7          | 5          | 6          |            | 5          | 2          | 4          | 5          |            |            |
| Універсіада                      |            |            | 3          |            |            |            |            |            |            |            |            |
| Призи газети «Московські новини» | 2          |            | 1          | 2          | 3          |            |            | 2          |            | 3          | 2          |
| Національні                      |            |            |            |            |            |            |            |            |            |            |            |
| Чемпіонат СРСР                   | 4          | 3          | 2          | 2          | 2          | 3          | 1          | 2          | 1          | 3          | 5          |